# Basílica da Penha
A Basílica da Penha é um templo religioso católico romano situado no município do Recife, capital de Pernambuco, Brasil. Pertence à Ordem dos Frades Menores Capuchinhos. Os frades residem no primeiro convento capuchinho do Brasil, que fica anexo à Basílica.

## A Igreja
O templo atual, em estilo neoclássico, foi construído entre os anos de 1869 e 1882. É inspirada na arquitetura da Basílica de São Jorge Maior. Em 2 de setembro de 2007 iniciou-se uma obra de restauro que durou até o dia 4 de julho de 2014, data de sua reinauguração. As obras custaram cerca de R$ 6 milhões e ainda não terminaram. O trabalho dos restauradores revelou diversos aspectos que estavam perdidos até então pela degeneração causada pelo tempo. A cor original da santa que encima a cúpula externa que é dourada foi restabelecida e foi encontrado um painel de mosaico vitrificado, feito na Itália. A igreja é conhecida pelo tradicional evento da Bênção de São Félix onde passou a acontecer em um ambiente próximo da Basílica enquanto durava a reforma.

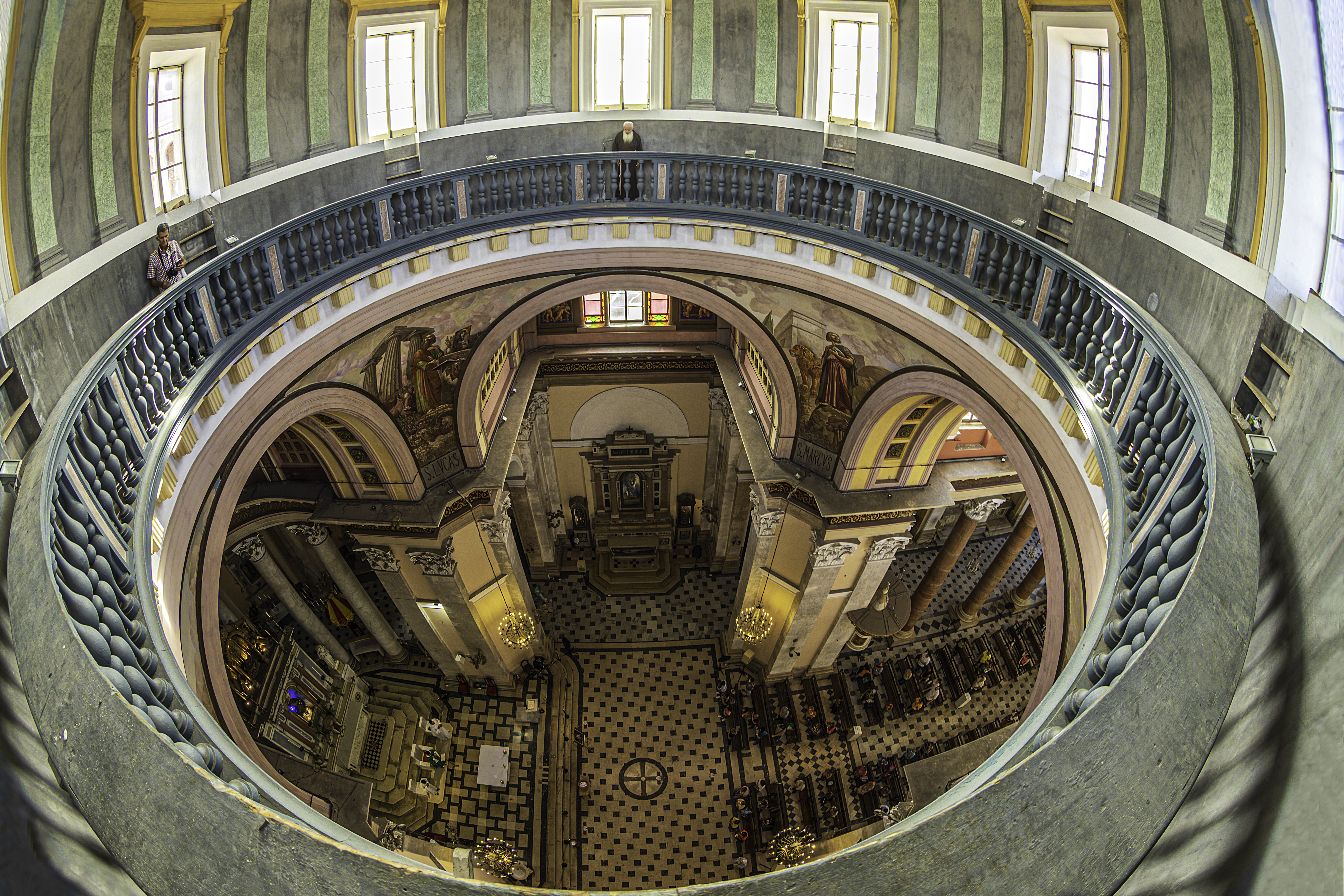
Cúpula da Basílica da Penha.